# Alejandra Valle
Alejandra Andrea Valle Salinas (Valparaíso, 19 de enero de 1975) es una editora, periodista, presentadora de televisión y política chilena. Es reconocida por su participación en programas de farándula como Buenos días a todos, SQP, En portada e Intrusos.

## Biografía
Comenzó su carrera televisiva como panelista en el matinal Buenos días a todos, hasta 2005, luego fue contratada por Chilevisión para ser parte del panel del programa de farándula SQP. En 2007 también fue editora de la revista SQP, que estuvo detrás del escándalo del paparazzeo realizado a Cecilia Bolocco en Miami.
En diciembre de 2007 Valle y José Miguel Villouta fueron desvinculados de Chilevisión por haber calificado de «proxeneta» al director ejecutivo de Televisión Nacional de Chile, Daniel Fernández, como parte de una crítica al programa Pelotón de ese canal, que mostró semidesnuda a Dominique Gallego, en ese entonces menor de edad.
Regresó a la televisión con En portada de UCV Televisión, junto a Cristián Pérez, Savka Pollak, Jaime Coloma y Pamela Jiles. En 2011 emigró a la cadena televisiva La Red para participar como panelista en Intrusos y luego condujo Mujeres primero.
El 2 de agosto de 2012 fue emitida su audición en la tercera temporada del programa Mi nombre es..., integrada por famosos, donde participó imitando a Amy Winehouse. En ese capítulo pasó a la final del día, pero no quedó clasificada para la semifinal del concurso. Más tarde se reintegró al programa mediante un repechaje, clasificando para la semifinal, y luego a la final, donde quedó en segundo lugar por votación del público.
Durante 2019 y 2020 presenta La voz de los que sobran junto a Daniel Stingo y Mauricio Jürgensen, que es transmitido por STGO.TV y la Radio Usach.
En enero de 2021 anunció su candidatura para concejala por la comuna de Ñuñoa por un cupo del Frente Amplio. Ganó la primera mayoría municipal en las elecciones realizadas el 15 y 16 de mayo de ese año.

## Controversias
En julio de 2019 fue desvinculada de La Red por realizar polémicos comentarios contra Carabineros de Chile tras el altercado que tuvo Catalina Pulido –su excompañera en Intrusos– con efectivos de la institución policial.
En agosto de 2022, fue duramente criticada por sus declaraciones sobre el aumento de delitos en carreteras conocidos como "abordazos", señalando que es un tema "de mayor relevancia para los ricos" y que solo los ricos transitan por carreteras, por lo tanto esto afecta a esas personas, estos comentarios generaron repudio ciudadano, debido a que este tipo de delitos en carreteras afectan a cualquier tipo de personas, no solo a los ricos. 
Días después, protagonizó un controversial episodio durante el multitudinario cierre de campaña de la opción Apruebo, llevado a cabo en la Plaza Victoria de Valparaíso llamado "Apruebazo", en el marco del Plebiscito constitucional de Chile de 2022; allí presentó un show del colectivo LGBT llamado "Las Indetectables", quienes incluyeron un desnudo y actos de connotación sexual con la bandera chilena, habiendo presentes menores de edad entre el público y adultos mayores. Terminada la performance y ante las críticas emergidas en Twitter, Valle afirmó que los seguidores de la opción "rechazo", "tienen problemas con todo lo que no es literal, no entienden lo metafórico", este acto generó repudio transversal tanto ciudadano como del espectro político, criticando el acto de degradación contra un símbolo patrio como es la Bandera chilena. Horas más tarde, el gobierno presentó una querella al respecto y Valle se retractó de su actitud, asegurando que sentía "pena y vergüenza" 

## Programas de televisión

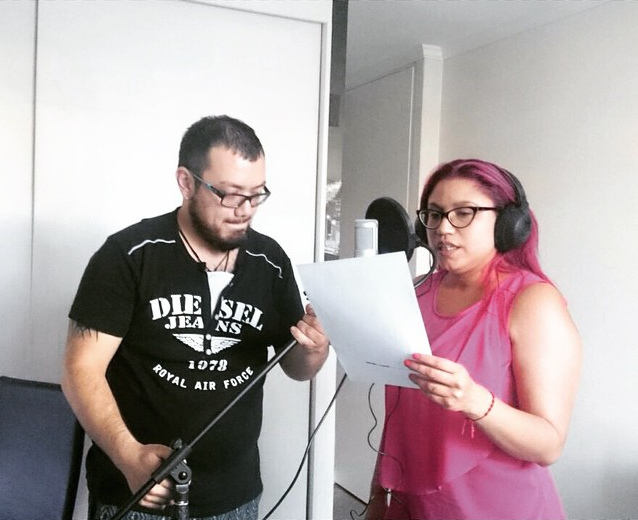
Valle en un estudio de grabación.

| Año           | Programa                 | Rol                                 | Cadena      |
| ------------- | ------------------------ | ----------------------------------- | ----------- |
| 2001-2003     | Primer plano             | Periodista                          | Chilevisión |
| 2004-2005     | Buenos días a todos      | Panelista                           | TVN         |
| 2006-2007     | SQP                      | Panelista                           | Chilevisión |
| 2008          | Cantando por un sueño    | Participante                        | Canal 13    |
| 2009-2010     | En portada               | Panelista                           | UCV TV      |
| 2011-2012     | Intrusos                 | Panelista                           | La Red      |
| 2011          | Primer plano             | Panelista invitada                  | Chilevisión |
| 2011-2012     | Mujeres primero          | Presentadora                        | La Red      |
| 2012          | Mi nombre es... VIP      | Participante                        | Canal 13    |
| 2012-2013     | Secreto a voces          | Panelista                           | Mega        |
| 2013          | Más vale tarde           | Presentadora (reemplazo)            | Mega        |
| 2014          | Mañaneros                | Panelista                           | La Red      |
| 2014-2017     | Intrusos                 | Panelista                           | La Red      |
| 2017-2019     | Intrusos                 | Presentadora                        | La Red      |
| 2017          | La Divina Comida         | Participante anfitriona             | Chilevisión |
| 2019          | Sigamos de largo         | Jurado invitada (sólo días viernes) | Canal 13    |
| 2019-presente | La Voz de los que Sobran | Presentadora                        |             |
| 2021          | The covers               | Participante                        | Mega        |

### Participación enMi nombre es VIP
| Etapa         | Fecha de emisión        | Presentación             | Resultado   |
| ------------- | ----------------------- | ------------------------ | ----------- |
| Audición      | 2 de agosto de 2012     | «You Know I'm No Good»   | Clasificada |
| Final del día | 2 de agosto de 2012     | «Rehab»                  | Eliminada   |
| Duelos        | 30 de agosto de 2012    | «You Know I'm No Good»   | Clasificada |
| Repechaje     | 30 de agosto de 2012    | «Back to Black»          | Clasificada |
| Semifinal     | 6 de septiembre de 2012 | «Tears Dry on Their Own» | Clasificada |

## Historial electoral

### Elecciones municipales de 2021
- Elecciones municipales de 2021 para el concejo municipal de Ñuñoa[6]

| Candidato                         | Pacto                         | Partido | Votos | %    | Resultado |
| --------------------------------- | ----------------------------- | ------- | ----- | ---- | --------- |
| Alejandra Valle Salinas           | Frente Amplio                 | Ind.    | 6836  | 6,48 | Concejala |
| Mireya del Río Barañao            | Chile Digno, Verde y Soberano | PCCh    | 5032  | 4,77 | Concejala |
| María Eugenia Lorenzini Lorenzini | Frente Amplio                 | RD      | 4413  | 4,18 | Concejala |
| Camilo Brodsky Bertoni            | Chile Digno, Verde y Soberano | Ind.    | 4031  | 3,82 | Concejal  |
| Deborah Carvallo Contreras        | Ecologistas e Independientes  | PEV     | 3450  | 3,27 | Concejala |
| Julio Martínez Colina             | Chile Vamos                   | UDI     | 3058  | 2,90 | Concejal  |
| Daniela Bonvallet Setti           | Chile Vamos                   | Ind.    | 3036  | 2,88 | Concejala |
| Germán Sylvester Frías            | Chile Vamos                   | RN      | 2944  | 2,79 | Concejal  |
| Maite Descouvieres Vargas         | Unidos por el Apruebo         | PS      | 2627  | 2,49 | Concejala |
| Vicente Gutiérrez Berber          | Frente Amplio                 | RD      | 2835  | 2,69 |           |
| Verónica Chávez Gutiérrez         | Frente Amplio                 | CS      | 2407  | 2,28 | Concejala |